# Samuele Rivi
Samuele Rivi (Trento, 11 de mayo de 1998) es un ciclista profesional italiano.

## Palmarés
2023
- 1 etapa del Tour Poitou-Charentes en Nueva Aquitania

## Resultados en Grandes Vueltas
Durante su carrera deportiva ha conseguido los siguientes puestos en las Grandes Vueltas. 
| Carrera | Carrera         | 2019 | 2020 | 2021  | 2022  | 2023 |
| ------- | --------------- | ---- | ---- | ----- | ----- | ---- |
|         | Giro de Italia  | —    | —    | 129.º | 126.º | —    |
|         | Tour de Francia | —    | —    | —     | —     | —    |
|         | Vuelta a España | —    | —    | —     | —     | —    |

—: no participa

Ab.: abandono

## Equipos
- Tirol KTM Cycling Team (2019-2020)
- EOLO-KOMETA Cycling Team (2021-2023)